# España en el Campeonato Mundial de Atletismo de 2019
La selección española de atletismo acudió al Campeonato Mundial de Atletismo de 2019, celebrado en el Estadio Internacional Jalifa de Doha entre el 27 de septiembre y el 6 de octubre de 2019, con un total de 38 atletas (27 hombres y 11 mujeres).

## Medallas
Se logró una medalla de bronce, la obtenida en la prueba de 110 metros vallas de la mano de Orlando Ortega. En la edición anterior no se había conseguido ninguna. España acabó en el puesto 31.º del medallero, empatada con otras doce naciones.

## Finalistas
Se obtuvieron ocho puestos de finalista en total, frente a los cinco de la edición anterior. Además de la medalla de Orlando Ortega, fueron finalistas Adrián Ben (6.º en 800 m), Ana Peleteiro (6.ª en triple salto), Eusebio Cáceres (7.º en salto de longitud), Javier Cienfuegos (7.º en lanzamiento de martillo), Chuso García Bragado y Júlia Takács (ambos 8.º en 50 km marcha) y María Pérez (8.º en 20 kilómetros marcha). España acabó en el puesto 24.ª de la clasificación global, según el sistema de puntos por finalistas.

## Participación
El detalle de la actuación española en la XVII edición de los Campeonatos del Mundo de Atletismo se recoge en la siguiente tabla:
| Atletas                                                    | Pruebas                 | Actuación                                                                                         |
| ---------------------------------------------------------- | ----------------------- | ------------------------------------------------------------------------------------------------- |
| Álvaro de Arriba                                           | 800 metros              | Semifinalista: 4.º en su serie (1:45.67) y 3.º en su semifinal (1:46.09)                          |
| Adrián Ben                                                 | 800 metros              | Finalista: 2.º en su serie (1:46.12), 4.º en su semifinal (1:44.97 ) y 6.º en la final (1:45.58)  |
| Mariano García                                             | 800 metros              | 1.ª ronda: 6.º en su serie (1:49.08)                                                              |
| Jesús Gómez                                                | 1500 metros             | Semifinalista: 8.º en su serie (3:36.72) y 13.º en su semifinal (3:40.29)                         |
| Kevin López                                                | 1500 metros             | Semifinalista: 7.º en su serie (3:37.62) y 10 en su semifinal (3:37.56)                           |
| Adel Mechaal                                               | 1500 metros             | 1.ª ronda: 8.º en su serie (3:37.95)                                                              |
| Daniel Mateo                                               | Maratón                 | 10.º: 2h12:15                                                                                     |
| Daniel Arce                                                | 3000 metros obstáculos  | 1.ª ronda: 9.º en su serie (8:31.69)                                                              |
| Fernando Carro                                             | 3000 metros obstáculos  | Final: 5.º en su serie (8:13.56) y 11.º en la final (8:12.31)                                     |
| Ibrahim Ezzaydouni                                         | 3000 metros obstáculos  | 1.ª ronda: 5.º en su serie (8:23.99)                                                              |
| Orlando Ortega                                             | 110 metros vallas       | Medalla de bronce: 1.º en su serie (13.15), 1.º en su semifinal (13.16) y 3.º en la final (13.30) |
| Sergio Fernández                                           | 400 metros vallas       | 1.ª ronda: 6.º en su serie (50.71)                                                                |
| Eusebio Cáceres                                            | Salto de longitud       | Finalista: 3.º en su grupo de calificación (8.01) y 7.º en la final (8.01)                        |
| Héctor Santos                                              | Salto de longitud       | Calificación: 9.º en su grupo (7.69)                                                              |
| Javier Cienfuegos                                          | Lanzamiento de martillo | Finalista: 3.º en su grupo de calificación (76.90) y 7.º en la final (76.57)                      |
| Alberto González                                           | Lanzamiento de martillo | Calificación: 14.º en su grupo (71.69)                                                            |
| Diego García Carrera                                       | 20 kilómetros marcha    | 35.º (1h41:14)                                                                                    |
| Miguel Ángel López                                         | 20 kilómetros marcha    | 26.º (1h35:00)                                                                                    |
| Álvaro Martín                                              | 20 kilómetros marcha    | 22.º (1h33:20)                                                                                    |
| José Ignacio Díaz                                          | 50 kilómetros marcha    | Abandonó                                                                                          |
| Jesús Ángel García Bragado                                 | 50 kilómetros marcha    | Finalista: 8.º (4h11:28)                                                                          |
| Marc Tur                                                   | 50 kilómetros marcha    | 19.º (4h24:38)                                                                                    |
| Julio Arenas Darwin Echeverry Samuel García Óscar Husillos | Relevo 4 × 400 metros   | Series: 6.º en su serie (3:04.27 )                                                                |
| Esther Guerrero                                            | 1500 metros             | Semifinalista: 9.ª en su serie (4:06.99) y 8.ª en su semifinal (4:16.66)                          |
| Marta Pérez                                                | 1500 metros             | Semifinalista: 4.ª en su serie (4:07.48) y 11.ª en su semifinal (4:10.45)                         |
| Marta Galimany                                             | Maratón                 | 16.ª (2h47:45)                                                                                    |
| Irene Sánchez-Escribano                                    | 3000 metros obstáculos  | 1.ª ronda: 6.ª en su serie (9:37.34)                                                              |
| Ana Peleteiro                                              | Triple salto            | Finalista: 3.ª en su grupo de calificación (14.23) y 6.ª en la final (14.47)                      |
| Patricia Sarrapio                                          | Triple salto            | Calificación: 11.ª en su grupo (13.58)                                                            |
| Laura García-Caro                                          | 20 kilómetros marcha    | 33.ª (1h44:05)                                                                                    |
| Raquel González                                            | 20 kilómetros marcha    | 15.ª (1h38:02)                                                                                    |
| María Pérez                                                | 20 kilómetros marcha    | Finalista: 8.ª (1h35:43)                                                                          |
| Júlia Takács                                               | 50 kilómetros marcha    | Finalista: 8.ª (4h38:20)                                                                          |
| Mar Juárez                                                 | 50 kilómetros marcha    | 10.ª (4h39:28)                                                                                    |